# Civ och Civerth
Civ och Civerth är de benämningar på kvinnlig respektive manlig teknolog som förekommer på Uppsala universitet. Vanligt i tentafrågor eller olika studentikosa sammanhang. Ytterligare en manlig teknolog kan heta Cociverth och ytterligare en kvinnlig teknolog kan heta Cociv, där "Co" uttalas som i "cosinus". Civ och Civerth kan båda kallas för Civan.
I Uppsala finns det en väg som kallas "Civerth närgången".
I Uppsala förekommer andra benämningar på studenter inom TekNat-fakulteten. Alla på TekNat-fakulteten kan kallas Teknatare, de som är civil- eller högskoleingenjörer kan också kallas för Teknolog och civilingenjörerna kallas, som redan nämnt, för Civan.